# CSD Colo-Colo
Club Social y Deportivo Colo-Colo – chilijski klub piłkarski z siedzibą w stołecznym mieście Santiago. Występuje w rozgrywkach Primera División. Domowe mecze rozgrywa na obiekcie Estadio Monumental David Arellano.
CSD Colo-Colo ma na swoim koncie największą liczbę zdobytych tytułów piłkarskiego mistrza Chile i jest jedynym chilijskim klubem który zdobył Copa Libertadores (1991). Drużyna podczas spotkań używa białych koszulek, czarnych spodenek i białych getrów. Klub znany jest również pod przydomkami: „Albo” (Biali), „Cacique” (Kacyk), oraz „Eterno Campeón” (Wieczny Mistrz).

## Historia
Założycielami CSD Colo-Colo było 11 piłkarzy, którzy w 1925 oddzielili się od klubu CD Magallanes: David i Francisco Arellano, Juan Quiñones (zaprojektował stroje i kolory klubowe), Luis Contreras (pomysłodawca nazwy klubu), Rubén i Nicolás Arroyo, Clemente Acuña, Guillermo Garcés, Rubén Sepúlveda, Eduardo Stavelton oraz Luis Mancilla.
„Albos” dwukrotnie grali w finale Copa Libertadores – w 1973 (mecz przegrany z Independiente 1:2) oraz 1991. W 1991 zwycięstwo w turnieju zespół osiągnął wygrywając z obrońcą trofeum – Olimpią 3:0 (dwa gole Luisa Péreza oraz jeden Leonela Herrery). Trenerem był Chorwat Mirko Jozić. Skład zwycięskiej drużyny to: Daniel Morón (bramkarz); Lizardo „Chano” Garrido, Miguel Ramírez, Javier Margas, Eduardo Vilches, Gabriel Mendoza, Jaime Pizarro, Marcelo Barticciotto, Patricio Yáñez, Luis Pérez, Rubén Martínez.
W 2005 klub jako spółka akcyjna o nazwie „Blanco y Negro S.A.” (nazwa od barw klubu – „Biali i Czarni S.A.”) zadebiutował na giełdzie papierów wartościowych w Santiago.
W 2006 CSD Colo-Colo dotarł do finału Copa Sudamericana przegrywając z meksykańskim zespołem Pachuca 1:2.

## Osiągnięcia

### Krajowe
- Primera División

| zwycięstwo (34):     | 1937, 1939, 1941, 1944, 1947, 1953, 1956, 1960, 1963, 1970, 1972, 1979, 1981, 1983, 1986, 1989, 1990, 1991, 1993, 1996, 1997 (C), 1998, 2002 (C), 2006 (A), 2006 (C), 2007 (A), 2007 (C), 2008 (C), 2009 (C), 2014 (C), 2015 (A), 2017 (T), 2022, 2024 |
| drugie miejsce (21): | 1933, 1943, 1952, 1954, 1955, 1958, 1959, 1966, 1973, 1982, 1987, 1992, 1997 (A), 2003 (A), 2003 (C), 2008 (A), 2010, 2015 (C), 2016 (C), 2017 (C), 2019                                                                                               |

- Copa Chile

| zwycięstwo (12):    | 1958, 1974, 1981, 1982, 1985, 1988, 1989, 1990, 1994, 1996, 2016, 2019 |
| drugie miejsce (5): | 1979, 1980, 1987, 1992, 2015                                           |

- Campeonato de Apertura

| zwycięstwo (4):     | 1933, 1938, 1940, 1945 |
| drugie miejsce (1): | 1934                   |

- Supercopa de Chile

| zwycięstwo (2):     | 2017, 2018 |
| drugie miejsce (0): | –          |

### Międzynarodowe
- Copa Libertadores

| zwycięstwo (1):     | 1991 |
| drugie miejsce (1): | 1973 |

- Copa Sudamericana

| zwycięstwo (0):     | –    |
| drugie miejsce (1): | 2006 |

- Recopa Sudamericana

| zwycięstwo (1):     | 1992 |
| drugie miejsce (0): | –    |

- Puchar Interkontynentalny

| zwycięstwo (0):     | –    |
| drugie miejsce (1): | 1991 |

- Copa Interamericana

| zwycięstwo (1):     | 1992 |
| drugie miejsce (0): | –    |

## Barwy i herb
Widniejący na klubowym herbie Colo Colo, wódz indiańskiego plemienia Mapuche, symbolizuje odwagę, dzielność i mądrość. Biało-czarne barwy zespołu uzewnętrzniają filozofię założycieli klubu: biała koszulka jest symbolem prostoty reguł i czystości intencji, a czarne spodenki symbolem zdeterminowanej walki o zwycięstwo.

## Kibice
Kibice CSD Colo-Colo zwani są „Hinchada”, „Barra” lub „La Garra Blanca” (Biały Szpon).

## Aktualny skład
Stan na 1 września 2022.
| Nr | Poz. | Piłkarz            |
| -- | ---- | ------------------ |
| 1  | BR   | Brayan Cortés      |
| 2  | OB   | Jeyson Rojas       |
| 3  | OB   | Daniel Gutiérrez   |
| 4  | OB   | Matías Zaldivia    |
| 5  | PO   | Leonardo Gil       |
| 6  | PO   | César Fuentes      |
| 8  | PO   | Gabriel Costa      |
| 9  | NA   | Juan Martín Lucero |
| 10 | NA   | Marco Rojas        |
| 11 | NA   | Marcos Bolados     |
| 12 | BR   | Omar Carabalí      |
| 13 | OB   | Bruno Gutiérrez    |
| 14 | NA   | Cristián Zavala    |
| 15 | OB   | Emiliano Amor      |
| 16 | OB   | Óscar Opazo        |

| Nr | Poz. | Piłkarz                 |
| -- | ---- | ----------------------- |
| 17 | OB   | Gabriel Suazo (kapitan) |
| 18 | NA   | Agustín Bouzat          |
| 20 | NA   | Alexander Oroz          |
| 23 | PO   | Esteban Pavez           |
| 24 | NA   | Jordhy Thompson         |
| 25 | BR   | Julio Fierro            |
| 26 | PO   | Carlo Villanueva        |
| 27 | OB   | Pedro Navarro           |
| 28 | PO   | Lucas Soto              |
| 32 | NA   | Luciano Arriagada       |
| 33 | BR   | Eduardo Villanueva      |
| 34 | PO   | Vicente Pizarro         |
| 35 | NA   | Joan Cruz               |
| 37 | OB   | Maximiliano Falcón      |